# Comuna de Borowa
Borowa (polaco: Gmina Borowa) é uma gminy (comuna) na Polónia, na voivodia de Subcarpácia e no condado de Mielecki. A sede do condado é a cidade de Borowa.
De acordo com os censos de 2005, a comuna tem 5619 habitantes, com uma densidade 101,5 hab/km².

## Área
Estende-se por uma área de 55,47 km², incluindo:
- área agricola: 81%
- área florestal: 1%

## Demografia
Dados de 30 de Junho 2005:
|                      | Total   | Total | Mulheres | Mulheres | Homens  | Homens |
| -------------------- | ------- | ----- | -------- | -------- | ------- | ------ |
|                      | pessoas | %     | pessoas  | %        | pessoas | %      |
| População            | 5619    | 100   | 2800     | 49,8     | 2819    | 50,2   |
| Densidade (pop./km²) | 101,5   | 100   | 50,5     | 50,5     | 50,8    | 50,8   |

De acordo com dados de 2002, o rendimento médio per capita ascendia a 1248,9 zł.

## Comunas vizinhas
- Czermin, Gawłuszowice, Mielec, Połaniec